# 弗盧門塔爾

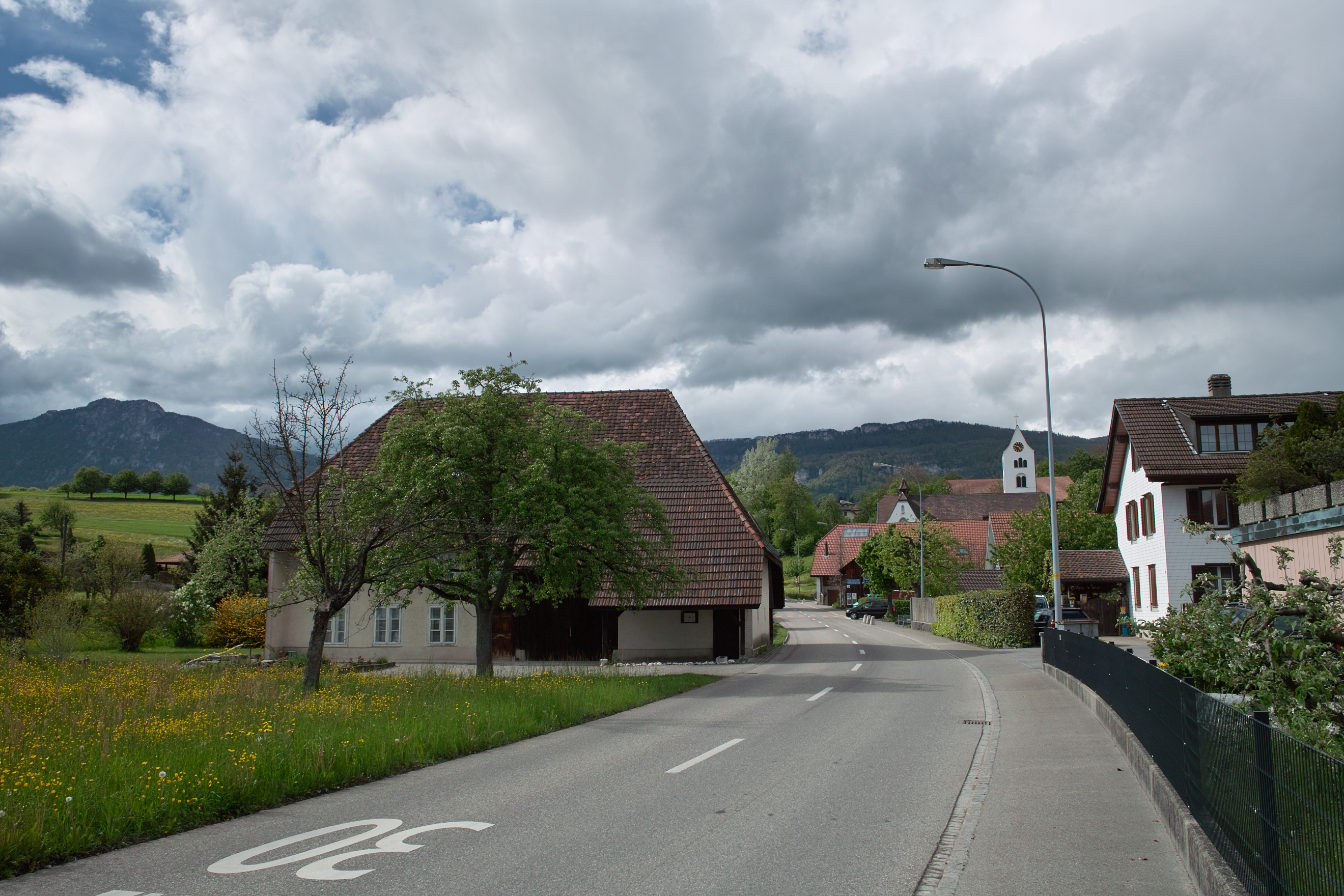

弗盧門塔爾是瑞士的城鎮，位於該國北部，由索洛圖恩州負責管轄，面積3.11平方公里，海拔高度430米，2012年人口946人，四成人口信奉羅馬天主教，人口密度每平方公里304人。